# 佐賀県の市町村歌一覧
佐賀県の市町村歌一覧（さがけんのしちょうそんかいちらん）は、日本の佐賀県に属する市町村で制定されている、もしくは過去に制定されていた市町村歌などの自治体歌やそれに準じた楽曲の一覧である。なお、一覧の順序は全国地方公共団体コード順による。

## 概説
佐賀県が新旧2代の県民歌に加えて準県民歌（イメージソング）「風はみらい色」・愛唱歌（さが・ふるさとの歌）「栄の国から」・体育歌と多数の楽曲を制定しているのに対し、佐賀市は1989年（平成元年）に作られた市民歌が新設合併のためわずか15年半で失効・廃止扱いとなって以降は後継の市歌が制定されないままの状態となっている。県庁所在地で市歌が制定されていない事情を反映してか県下の市町でも市歌・町歌を制定する動きは低調であるが、平成の大合併を経た2000年代以降では神埼市・嬉野市・みやき町・吉野ヶ里町で新たに市歌・町歌が制定された。

## 市部
佐賀市
- （未制定）[1]

2005年（平成17年）に佐賀郡・神埼郡の4町村と新設合併する以前の（旧）佐賀市では、1989年（平成元年）に市制100周年を記念して市民愛唱歌「さがのうた」（作詞・溝上文雄、補作・河村健太郎、作曲・山本愛子、編曲・富永みさを）が作られている。しかし、正式な市歌としての制定に至らず新設合併後には継承されなかった。
唐津市
- 唐津市の歌 - 1983年（昭和58年）制定

作詞：栗原一登 作曲：團伊玖磨
市制50周年記念。
鳥栖市
- 虹の橋の向こうへ[4] - 2011年（平成23年）発表

作詞：鳥栖市内の小中学生（原案）、ケイタク（協力） 作曲：ケイタク
青少年健全育成事業「夢プラン21」での発案を契機に作成。
多久市
- （不明）

伊万里市
- 伊万里讃歌[5]

作詞：犬塚堯 作曲：田村洋
武雄市
- 温泉deサンバ - 2004年（平成16年）発表[6]

作詞・作曲：木原慶吾
市制50周年記念歌。
鹿島市
- 鹿島市民の歌[7]

作詞：古賀敬梧 補作：野田尚司 作曲：伊東直樹
小城市
- （未制定）

小城郡合併協議会では「合併後、新市のイメージソングを作成する」とされているが、実現に至っていない。
嬉野市
- ふるさとの空よ[9] - 2016年（平成28年）1月31日制定

作詞・作曲： 佐藤和哉
市制10周年記念。「市歌」でなく「市曲」を冠称としている。
神埼市
- MY DEAR 神埼[10] - 2009年制定

作詞：南英市 補作：制作委員会・榊原広子 作曲：榊原政敏 編曲：渡辺雅二

## 町部
神埼郡吉野ヶ里町
- みんなこの町愛してる[11] - 2012年（平成24年）4月1日制定

作詞：梅原捷次 補作：制定委員会 作曲：紅龍 編曲：塙一郎
三養基郡基山町
- （不明）

三養基郡上峰町
- 郷土唱歌

作詞・作曲：古川太七
大正時代に作られた。
- このまちで[13] - 2018年（平成30年）11月1日発表

作詞・作曲：小島よしき
町制30周年記念で選定されたイメージソング。
三養基郡みやき町
- わがまち・みやき[14] - 2010年（平成22年）11月制定

作詞：本田秀雄 作曲：村松 聡・笹渕 隆志 編曲：小林旭 補作：みやき町町歌選定委員会
東松浦郡玄海町
- （不明）

西松浦郡有田町
- （不明）

杵島郡大町町
- ふるさと 笑がお 大町町![15] - 2016年（平成28年）4月1日発表

町PR動画のテーマ曲だが、作詞・作曲者は非公表。
杵島郡江北町
- 江北町歌 - 1978年（昭和53年）10月10日制定

作詞：江口テイ子 作曲：湯山昭
杵島郡白石町
- （不明）

藤津郡太良町
- ふるさとの匂い - 1995年（平成7年）制定

作詞：森川有美子 補作：島田陽子 作曲：池田八声
- きんしゃい 踊んしゃい - 1995年（平成7年）制定

作詞：野中勝利 補作：島田陽子 作曲：池田八声
両曲とも旧多良町と大浦村の合併40周年を記念して制定。

## 廃止された町村歌
佐賀郡大和町
- 大和町町歌[1] - 1965年（昭和40年）4月21日制定

佐賀郡川副町
- 川副町民の歌[17] - 1980年（昭和55年）10月制定

作詞：内山良男 作曲：富永みさを
佐賀郡東与賀町
- あかるい東与賀[17] - 1986年（昭和61年）10月1日制定

作詞：角谷秀雄 補作：森菊蔵 作曲：前田俊明
佐賀郡久保田町
- 久保田町民歌[17] - 1986年（昭和61年）9月1日制定

作詞：古賀卯八 作曲：池田八声
神埼郡富士町
- 富士町歌[1] - 1982年（昭和57年）4月1日制定